# Everyday Is Christmas
Everyday Is Christmas è l'ottavo album in studio, il primo natalizio, della cantautrice australiana Sia, pubblicato il 17 novembre 2017.

## Descrizione
Si tratta del primo album natalizio dell'artista. Il disco contiene brani originali scritti e prodotti da Sia e Greg Kurstin, e ha in copertina il volto di Maddie Ziegler. Il progetto è stato anticipato dal singolo ufficiale "Santa's Coming for Us". Le canzoni sono state scritte dalla cantante nel maggio 2017 e registrate in due settimane negli studi di registrazione Echo Studios (Los Angeles), MixStar Studios (Virginia Beach) e Sterling Sound (New York). Il progetto è stato annunciato il 1º agosto 2017, e segna il primo disco della Furler con l'etichetta discografica Atlantic Records.
Riguardo alla collaborazione con Sia, Kurstin ha dichiarato: "Non capisco come riesce a scrivere i testi e creare le melodie così velocemente. Lei ha scritto queste storie di Natale, basate su tipici oggetti natalizi. Nel disco trovano spazio delle canzoni uptempo, molto divertenti, ma anche delle ballad".
Alcuni brani presenti all'interno del suo disco vengono inoltre scelti, nel 2017, per lo spettacolo di luci e suoni che si svolge ogni anno a Bruxelles nella bellissima piazza Grand-Place durante le festività natalizie.

## Promozione

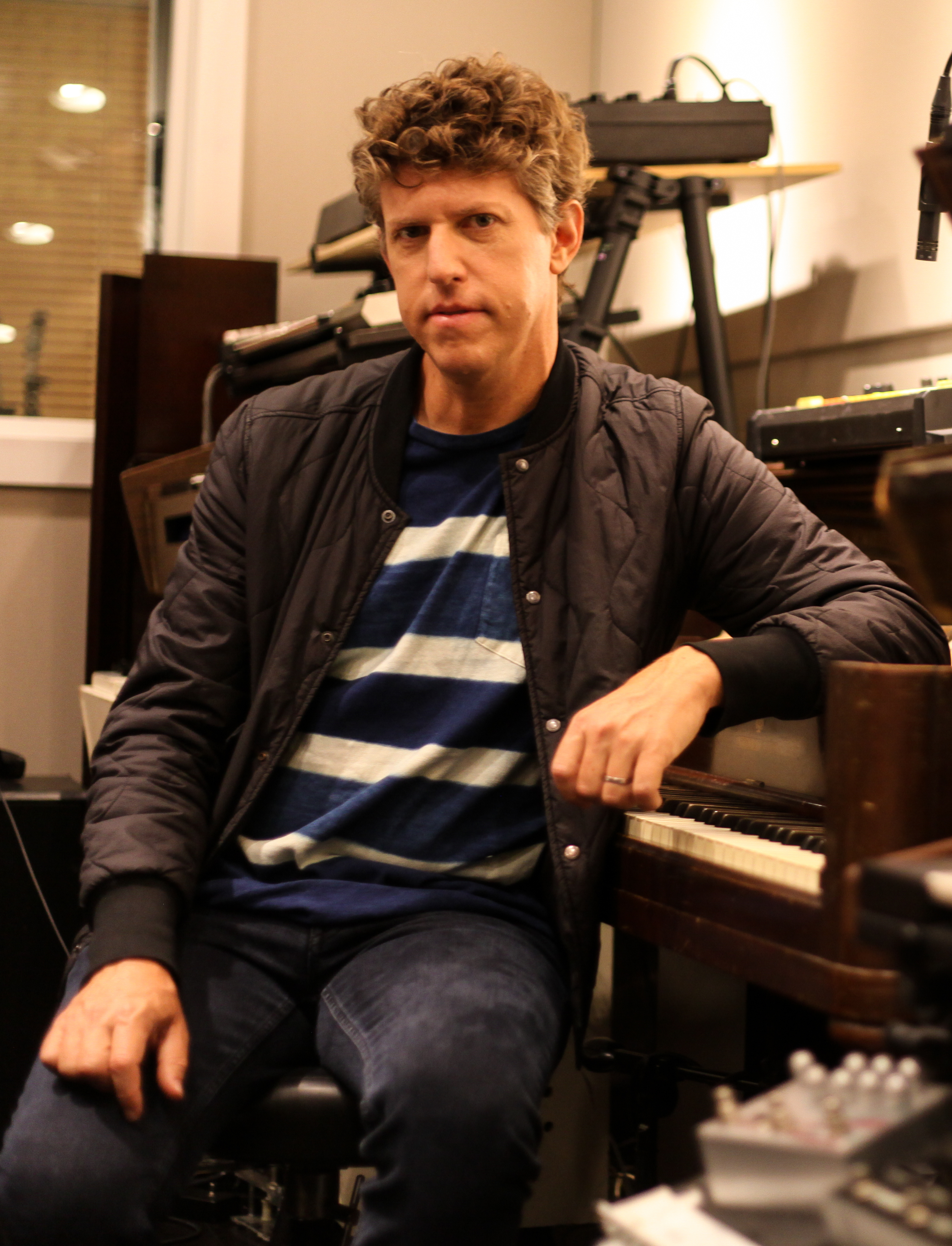
Greg Kurstin - co-produttore dell'album

Oltre al singolo ufficiale "Santa's Coming for Us" pubblicato il 30 ottobre 2017, e al rispettivo video, la promozione è stata accompagnata anche dalla realizzazione di una trilogia di videoclip a cartoni animati. I brani protagonisti della trilogia sono "Candy Cane Lane", il cui video è stato presentato il 1 dicembre 2017, "Ho Ho Ho" e "Underneath the Mistletoe" pubblicati rispettivamente il 7 ed il 14 dello stesso mese. La canzone "Everyday Is Christmas" ha debuttato alla posizione numero 28 della classifica delle canzoni più vendute nel periodo natalizio. Nel brano "Puppies Are Forever", la cantante sostiene le politica animalista, affermando che gli animali non sono semplici regali di natale, ma compagni di vita. "Snowman" è stato estratto come secondo singolo promozionale, il 9 novembre 2017, arrivando alla posizione numero 3 dell'Holiday Digital Song Sales Sia ha esibito il singolo dal vivo con Maddie Ziegler al The Ellen Show e a The Voice
Riguardo al videoclip di "Santa's Coming for Us", è stato pubblicatg su Vevo il 22 novembre e conta con la partecipazione di molte star americane come Kristen Bell, Dax Shepard, JB Smoove, Susan Lucci, Henry Winkler, Sophia Lillis, Caleb McLaughlin, e Wyatt Oleff.

## Accoglienza
| Recensione     | Giudizio |
| -------------- | -------- |
| ABC News       | [ 18 ]   |
| AllMusic       | [ 19 ]   |
| Cryptic Rock   | [ 20 ]   |
| The Guardian   | [ 1 ]    |
| The Post       | [ 21 ]   |
| Rolling Stone  | [ 22 ]   |
| Slant Magazine | [ 23 ]   |
| Metacritic     | [ 24 ]   |

"Everyday Is Christmas" è stato accolto in generale positivamente dalla critica specializzata. Il sito Metacritic ha riportato una media di 59 su 100 per quanto riguarda sei critici, risultato che equivale a «critiche nella media».

## Tracce
Testi e musiche di Sia Furler e Greg Kurstin.
1. Santa's Coming for Us – 3:26
2. Candy Cane Lane – 3:32
3. Snowman – 2:45
4. Snowflake – 4:02
5. Ho Ho Ho – 3:25
6. Puppies Are Forever – 3:43
7. Sunshine – 3:25
8. Underneath the Mistletoe – 3:50
9. Everyday Is Christmas – 3:23
10. Underneath the Christmas Lights – 3:36

Traccia bonus nell'edizione giapponese
1. My Old Santa Claus – 3:24

Tracce bonus nell'edizione deluxe
1. Round and Round – 2:29
2. Sing for My Life – 3:44
3. My Old Santa Claus – 3:24

Tracce bonus nell'edizione Snowman Deluxe Edition
1. Round and Round – 2:29
2. Sing for My Life – 3:44
3. My Old Santa Claus – 3:24
4. Pin Drop – 3:59
5. Santa Visits Everyone – 3:08
6. Snowman (Slowed Down & Snowed In Remix) – 3:00

## Formazione
Crediti adattati dal booklet dell'album:
- Sia – composizione, voce (tutte le tracce), concept, direzione artistica
- Greg Kurstin – composizione, produzione (tutte le tracce), basso (tutte le tracce), batteria (tracce 1–9), tastiere (tracce 1–9), pianoforte (tracce 1–5, 8–10), chitarra (tracce 1, 2, 5–7, 9), percussioni (tracce 2, 6, 7), organo (traccia 2), vibrafono (traccia 2), organo (traccia 5), Mellotron (6, 9, 10), celesta (tracce 4, 7, 8), fischio (traccia 7), chitarra baritono (traccia 8), xilofono (traccia 8), ingegnere del suono
- David Ralicke – trombetta, trombone, sax baritono, sax basso (tracce 1, 5), sax tenore (traccia 1), Mellophone, Euphonium, sax soprano (traccia 5)
- Alex Pasco – ingegnere del suono
- Julian Burg – ingegnere del suono
- Șerban Ghenea – mixing
- John Hanes – ingegnere mixing
- RJ Shaughnessy – fotografo
- Tonya Brewer – trucco
- Samantha Burkhart – stilista
- Leigh Poindexter – direzione artistica
- Virgilio Tzaj – design